# Chris Sawyer
Pour les articles homonymes, voir Sawyer.
Chris Sawyer est un développeur de jeux vidéo écossais. Il conçoit généralement ses jeux seul, à l'exclusion des graphismes et des sons.
Ses jeux les plus connus sont:
- Transport Tycoon et Transport Tycoon Deluxe.
- RollerCoaster Tycoon
- RollerCoaster Tycoon 2
- RollerCoaster Tycoon 3 (développé par une autre firme)
- Locomotion
- RollerCoaster Tycoon Classic

## Carrière
Sawyer commence sa carrière dans les jeux vidéo en 1983, écrivant ses jeux sur le microprocesseur Z80 via le Memotech MTX puis sur l'Amstrad CPC. Certains furent publiés par Ariolasoft.
De 1988 à 1993, il travaille sur la conversion DOS de jeux Amiga pour des jeux comme Virus, Conqueror, Campaign, Birds of Prey, Dino Dini's Goal et Frontier: Elite II.
Son premier jeu de simulation, Transport Tycoon, sort en 1994 et est édité par Microprose. Il devient rapidement un classique des jeux dits Tycoon. En 1995 sort une version améliorée de Transport Tycoon : Transport Tycoon Deluxe. Après le succès de cette suite, Sawyer veut créer un nouvel opus mais se passionne pour les montagnes russes. RollerCoaster Tycoon sort en 1999 puis Roller Coaster Tycoon 2 en 2002.
Chris Sawyer's Locomotion finit par voir le jour en 2004 en tant que suite officielle de Transport Tycoon. Entre-temps, Sawyer devient consultant chez Atari pour RollerCoaster Tycoon 3 et les met en procès en 2005 car la société ne lui aurait pas payé tous ses dus. Les deux partis finissent par tomber d'accord en février 2008. Aucun montant n'a cependant été divulgué.